# Mertrud
Mertrud és un municipi francès situat al departament de l'Alt Marne i a la regió del Gran Est. L'any 2007 tenia 201 habitants.

## Demografia

### Població
El 2007 la població de fet de Mertrud era de 201 persones. Hi havia 92 famílies de les quals 32 eren unipersonals (4 homes vivint sols i 28 dones vivint soles), 24 parelles sense fills, 28 parelles amb fills i 8 famílies monoparentals amb fills.
La població ha evolucionat segons el següent gràfic:
Habitants censats

### Habitatges
El 2007 hi havia 110 habitatges, 89 eren l'habitatge principal de la família, 14 eren segones residències i 6 estaven desocupats. 106 eren cases i 3 eren apartaments. Dels 89 habitatges principals, 81 estaven ocupats pels seus propietaris, 6 estaven llogats i ocupats pels llogaters i 2 estaven cedits a títol gratuït; 1 tenia dues cambres, 7 en tenien tres, 24 en tenien quatre i 57 en tenien cinc o més. 77 habitatges disposaven pel capbaix d'una plaça de pàrquing. A 36 habitatges hi havia un automòbil i a 48 n'hi havia dos o més.

### Piràmide de població
La piràmide de població per edats i sexe el 2009 era:
| Homes | Edats   | Dones |
| ----- | ------- | ----- |
| 0     | 95 o +  | 0     |
| 0     | 90 a 94 | 0     |
| 4     | 85 a 89 | 0     |
| 0     | 80 a 84 | 0     |
| 12    | 75 a 79 | 12    |
| 4     | 70 a 74 | 8     |
| 4     | 65 a 69 | 4     |
| 4     | 60 a 64 | 8     |
| 0     | 55 a 59 | 0     |
| 0     | 50 a 54 | 0     |
| 8     | 45 a 49 | 4     |
| 20    | 40 a 44 | 8     |
| 4     | 35 a 39 | 16    |
| 4     | 30 a 34 | 0     |
| 0     | 25 a 29 | 0     |
| 4     | 20 a 24 | 0     |
| 12    | 15 a 19 | 4     |
| 8     | 10 a 14 | 4     |
| 4     | 5 a 9   | 0     |
| 0     | 0 a 4   | 0     |

## Economia
El 2007 la població en edat de treballar era de 122 persones, 86 eren actives i 36 eren inactives. De les 86 persones actives 84 estaven ocupades (49 homes i 35 dones) i 3 estaven aturades (3 homes). De les 36 persones inactives 14 estaven jubilades, 12 estaven estudiant i 10 estaven classificades com a «altres inactius».

### Ingressos
El 2009 a Mertrud hi havia 91 unitats fiscals que integraven 198 persones, la mediana anual d'ingressos fiscals per persona era de 15.572 €.

### Activitats econòmiques
Dels 3 establiments que hi havia el 2007, 2 eren d'empreses de construcció i 1 d'una empresa de comerç i reparació d'automòbils.
L'únic servei als particulars que hi havia el 2009 era un paleta.
L'any 2000 a Mertrud hi havia 5 explotacions agrícoles.

## Poblacions més properes
El següent diagrama mostra les poblacions més properes.